# Norra Göten (naturreservat)
Norra Göten är ett naturreservat i Oskarshamns kommun i Kalmar län.
Området är naturskyddat sedan 2013 och är 55 hektar stort. Reservatet ligger omkring sjön Göten och består a vblandskogar, ädellövskogar, tallskogar, sjöar och vattendrag.